# Pintor del dinos

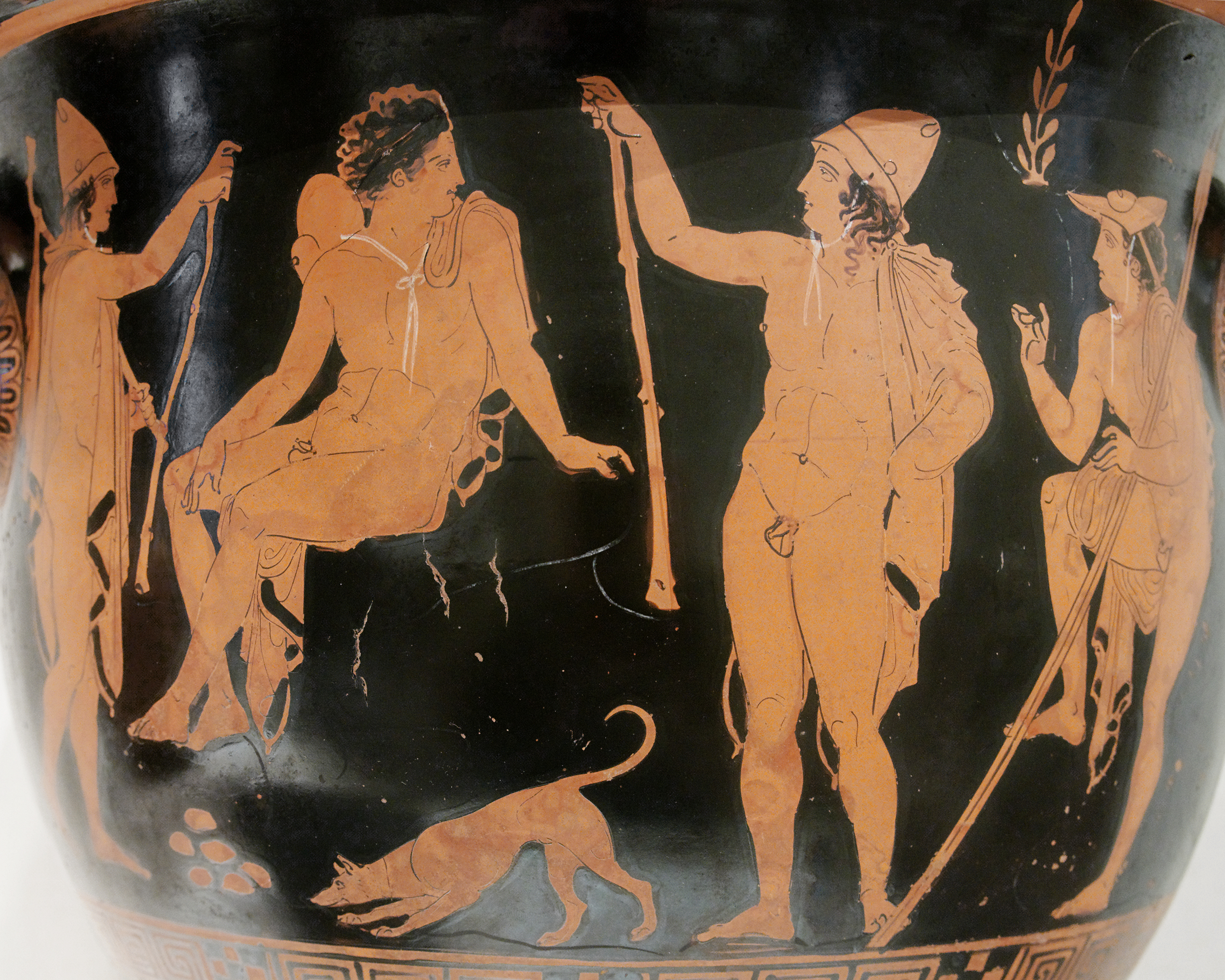
Acteón y otros héroes mitológicos vestidos de cazadores (Tideo, Teseo, Cástor). Vaso ático. Nueva York, Museo Metropolitano de Arte.

Pintor del dinos  es el nombre convenido dado a un ceramógrafo ático activo entre el 440 y el 400 a. C., perteneciente a la segunda generación de ceramógrafos polígrafos, alumno del Pintor de Cleofonte y a su vez maestro del Pintor de Pronomo. Su vaso homónimo es el dinos de figuras rojas que se conserva en los Museos Estatales de Berlín (Antikensammlung Berlin F2402).
Pintó grandes vasos, especialmente cráteras. Su obra maestra es el estamno conservado en el Museo Arqueológico Nacional de Nápoles,  con las ménades en el ídolo de Dioniso, donde retomando el marco monumental del maestro, es menos sensible a la plasticidad y más propenso a un estilo fino y quebrado del estilo de Calímaco. Las adiciones de blanco y amarillo para los adornos de las figuras  acercan este epígono del estilo polinesio al Pintor de Midias, su contemporáneo, dando lugar a lo que será el estilo del Pintor de Pronomo y sus seguidores.